# 郎德木
郎德木（学名：Rondeletia odorata）为茜草科郎德木属下的一个种。